# Time Out (rivista)
Time Out è una rivista di viaggi britannica pubblicata da Time Out Group; ha esordito nel 1968 e ha ampliato le sue pubblicazioni editoriali a 108 città in tutto il mondo.
Nel 2012 la rivista è diventata gratuita, con un numero di 307.000 lettori settimanali. Time Out è presente a livello globale sui dispositivi mobili grazie a una partnership di mercato con Nokia e con un'applicazione mobile disponibile per dispositivi iOS e Android. Ha vinto il premio International Consumer Magazine of the Year sia nel 2010 sia nel 2011 e il medesimo premio rinominato International Consumer Media Brand of the Year nel 2013 e 2014.